# Kwon Mina
Đây là một tên người Triều Tiên, họ là Kwon.
Kwon Min Ah (Hangul: 권 민아; sinh ngày 21 tháng 9 năm 1993), nghệ danh là Mina, là một ca sĩ và diễn viên Hàn Quốc, được biết đến như một thành viên của nhóm nhạc nữ Hàn Quốc AOA dưới sự quản lý của FNC Entertainment.

## Tiểu sử
Mina sinh ngày 21 tháng 9 năm 1993 tại Busan, Hàn Quốc. Cô tham gia thử giọng cho FNC năm 2009 và gia đình cô chuyển đến Seoul ngay sau đó.
Cha cô qua đời vào ngày 29 tháng 11 năm 2014 do ung thư.

## Sự nghiệp

### Thành viên AOA
Ngày 30 tháng 7 năm 2012, Mina chính thức ra mắt với tự cách là một thành viên AOA trên M Mnet! Countdown với single Angels' Story và ca khúc chủ đề "Elvis". Cô cũng là một thành viên của nhóm nhạc AOA Black thành lập năm 2013

### Sự nghiệp cá nhân
Năm 2013, Mina bắt đầu sự nghiệp diễn xuất của mình với vai diễn Yoon Jin-yeong trong bộ phim truyền hình Adolescence Medley. Tháng 2 năm 2014, cô vào vai Cha Hye-won trong phim truyền hình của đài KBS, Wonderful Days. Ngày 15 tháng 7 năm 2014, cô xác nhận rằng sẽ tham gia bộ phim cuối tuần của đài SBS, Modern Farmer.
Ngày 26 tháng 2 năm 2015, Mina xuất hiện trong video âm nhạc cho bài hát solo của ca sĩ Shade,"Bad". Ngày 1 tháng 5, cô tiết lộ sẽ là MC với nhiều chương trình Y-Star Gourmet Road. Vào tháng 8, cô được bổ nhiệm làm MC trên Weekly Idol cùng với thành viên Apink, Hayoung và N của VIXX. Ngày 9 tháng 9 năm 2015, Mina xuất hiện trong video âm nhạc của ca sĩ MIB, "Chocolate" cùng với Nam Joo-hyuk.

## Đời tư

### Cáo buộc bắt nạt đối với Jimin Và vướng vào lùm xùm trà xanh
Vào ngày 3 tháng 7 năm 2020, Mina đã cáo buộc trong một bài đăng trên Instagram rằng thành viên Shin Ji-min của AOA đã bắt nạt cô trong suốt 10 năm, dẫn đến việc cô rút khỏi nhóm vào năm 2019. Cô đã đăng một bức ảnh về cổ tay bị sẹo của mình và tuyên bố đã cố gắng tự tử do bị bắt nạt. Jimin đã đáp lại các cáo buộc bằng cách đăng từ "tiểu thuyết" lên Instagram Story của cô trước khi xóa nó ngay sau đó. Mina sau đó đã phản bác bài đăng, nói rằng "tiểu thuyết? thật quá đáng sợ khi nói đó là tiểu thuyết." Vào ngày 4 tháng 7, Jimin đã đăng lời xin lỗi trên trang Instagram của cô trong khi FNC Entertainment đưa ra một tuyên bố thông báo rằng cô đã bị loại khỏi AOA và sẽ tạm dừng mọi hoạt động trong ngành giải trí.
Câu chuyện bắt nạt tạm lắng xuống thì một drama khác lại ập đến sau khi Mina công khai bạn trai. Cụ thể, Mina bị "bóc phốt" là "trà xanh" xen vào mối tình của bạn trai Yoo Jun Young. Sau khi đọc bài "bóc phốt" của người bạn gái cũ, Mina nói chuyện thẳng thắn với bạn trai và phát hiện anh này đã cùng lúc lừa dối 2 cô gái. Mina thừa nhận "đúng là tôi và Yoo Jun Young đã ngoại tình" nhưng cho biết hiện giờ cả hai đã chia tay. 
Sau vụ drama "trà xanh", nhiều người đã kiếm cớ đào lại sự việc giữa Mina và Jimin. Một số cho rằng Jimin đã gặp oan uổng và không hề bắt nạt Mina nghiêm trọng đến thế. Đáp lại điều này, Mina khẳng định lại dù có sai trong chuyện tình cảm nhưng trong chuyện với Jimin cô vẫn là nạn nhân và đã chịu rất nhiều tổn thương.

## Các Phim Đã Đóng
| Năm  | Phim                              | Vai            | Kênh | Tập               |
| ---- | --------------------------------- | -------------- | ---- | ----------------- |
| 2013 | Adolescence Medley                | Yoon Jin-yeong | KBS2 | Supporting role   |
| 2014 | Wonderful Days                    | Cha Hae-won    | KBS2 | Supporting role   |
| 2014 | Flower Grandpa Investigation Unit | Han Seul-hee   | tvN  | Cameo (episode 3) |
| 2014 | Modern Farmer                     | Lee Soo-yeon   | SBS  | Supporting role   |
| 2015 | All About My Mom                  | Go Aeng-doo    | KBS2 | Supporting role   |